# Mucsi
Mucsi is een plaats (község) en gemeente in het Hongaarse comitaat Tolna. Mucsi telt 558 inwoners (2001).